# 沈應旦
沈應旦（16世紀—1645年），字方平，湖州府德清縣人，明朝、南明政治人物。

## 生平
沈應旦是天啟四年（1624年）甲子科浙江鄉試舉人，崇禎十三年（1589年）成進士，獲授南昌知縣，清理積聚案件，又捐出俸祿修葺學校，改變地方風氣：時值軍務繁擾，他設法緩徵而幾乎獲罪，人民感激他的義舉，爭先繳納徵稅。弘光年間左良玉帶兵東下，他投下公文在軍門前，內容曉以大義，令對方收斂、人民安定；遷任戶科給事中，與倪嘉慶、曹景參、郭充、蔣鳴玉、劉天斗、左光明、陳鳴珂同時任命，談及封疆戰事失敗的大臣，應該不分死活議罪。南京失陷，他因為母親逝世、父親年老歸鄉，很快去世。

## 引用
1. ↑  《崇禎十三年庚辰科進士三代履歷》：沈应旦。曾祖昊，恩授七品散官，乡饮賔。祖宗仕，孝义。父一輗，庠生。方平。《易》三房。己酉年十月初八日生。浙江湖州府德清县人。甲子五十五名，会试一百七十四名。三甲九十八名。吏部观政。
2. 1 2  錢海岳《南明史·卷三十三·列傳第九》：應旦，字方平，德清人。崇禎十三年進士。授南昌知縣，修學緩徵，聽斷如神。
3. ↑  同治《湖州府志·卷十二·選舉表》：（天啟）四年甲子（舉人）……沈應旦 詳進士
4. ↑  同治《湖州府志·卷七十二·人物傳 政績二》：沈應旦，字方平，德清人。崇禎十三年進士，授南昌知縣，省會繁劇案牘如山積，應旦聽斷如神，案無留獄；捐俸葺學校，集生徒講經義，士習一變。值軍務倥傯，征輸旁午，應旦設法緩徵幾獲譴；民感其義，爭先輸納。
5. ↑  錢海岳《南明史·卷三十三·列傳第九》：安宗立，起（倪嘉慶）文選員外郎，改戶科給事中。察核直省錢糧，與曹景參、沈應旦、郭充、蔣鳴玉、劉天斗、左光明、陳鳴珂並命……左良玉兵東下，曉以大義。遷戶科給事中，言封疆失事諸臣，不分存歿，法司分別議罪。南京亡，皆歸里卒。
6. ↑  同治《湖州府志·卷七十二·人物傳 政績二》：適左良玉兵擾地界，遺幹役，投檄軍門曉以大義，良玉歎賞下令斂戢，民藉以安。卓異陞南戶科給事中，母艱歸，父已耄，絕意仕進奉養以終。 胡志